# Synagoga w Arsenale w Warszawie
Synagoga w Arsenale w Warszawie – dom modlitwy, który znajdował się w Warszawie, w budynku Arsenału Królewskiego przy ulicy Długiej 52.

## Historia
Synagoga została otwarta w 1928 roku. Była przeznaczona dla więźniów wyznania żydowskiego, którzy odbywali karę w mieszczącym się w budynku Arsenału, więzieniu karnym. Nie wiadomo jednak, czy była to pierwsza sala modlitwy mieszcząca się w budynku. Synagoga funkcjonowała zapewne do 1935 roku, kiedy to Arsenał przeznaczono na siedzibę Archiwum Miejskiego, dokonując przy tym licznych przekształceń wnętrz i elewacji budynku.

## Architektura
Synagoga była niewielkim pomieszczeniem, przeznaczonym na zaledwie kilka osób. Na ścianie wschodniej znajdowała się ozdobna szafa, pełniąca rolę Aron ha-kodesz, na szczycie której znajdowały się tablice Dekalogu nakryte koroną, które prawdopodobnie adorowały dwa lwy. Szafa ujęta była w iluzjonistyczne, namalowane na ścianie obramienie w postaci archiwolty, kotary oraz dwóch kolumn z ozdobnymi głowicami, gdzie na lewej stał lew, a na prawej jeleń. Na kolumnach umieszczono fragment wersetu w Pirkej Awot: Bądź szybki jak jeleń...
Drzwi Aron ha-kodesz zasłonięte były ozdobnym parochetem, na środku którego widniała gwiazda Dawida, którą wieńczyła korona i adorujące ją dwa lwy. Pod gwiazdą znajdował się wieniec oraz hebrajski napis. Po lewej stronie szafy stał pulpit kantora, na którym stała menora. Rolę bimy pełnił stół z ozdobnym nakryciem. Ściany synagogi były skromnie udekorowane – na środku przebiegał pas, na którym widniały liście.